# Bartholomew Ulufa'alu
Bartholomew Ulufa'alu (25 de dezembro de 1950 – Honiara, 25 de maio de 2007) foi o quinto primeiro-ministro das Ilhas Salomão, de 27 de agosto de 1997 a 30 de junho de 2000.